# Port Miejski we Wrocławiu
Port Miejski – port rzeczny we Wrocławiu, położony nad rzeką Odrą. Port ten leży na osiedlu Kleczków, w południowej części byłej dzielnicy Psie Pole. Zlokalizowany jest na prawym brzegu Odry. Został wybudowany w latach 1897–1901 (1872–1876). Położony jest w 255 kilometrze rzeki. Projektantami portu byli między innymi: Richard Plüddemann, Karl Klimm, L. Günther.

## Charakterystyka
Port Miejski ma następującą charakterystykę techniczną (stan na rok 2006):
- powierzchnia portu: 192 811 m² (24 ha[3])
- powierzchnia obszaru wodnego: 43 490 m² (akwatorium: 4,5 ha[3])
- długość nabrzeży: 2156 m (przeładunkowych: 1720 m; postojowych: 185 m[3])
- zdolność przeładunkowa: 1-2 miliony ton rocznie.

W porcie znajduje się jeden basen portowy, o wymiarach: długość – 700 m i szerokość – 50 m (szerokość – 80 m), w postaci kanału wodnego usytuowanego równolegle do biegu Odry. Nabrzeża portu są wysokie – umożliwiają pracę portu przy zmianach stanu wody w zakresie 3,2 m. Port nadal posiada połączenie kolejowe. Znaczna część infrastruktury portu została zlikwidowana. Istnieje jednak jej część istotna jak magazyny i place składowe, możliwość zaopatrywania jednostek pływających w paliwo, dźwigi.
Wykorzystywany jest jako przystań dla jednostek uszkodzonych bądź przechowywanych w porze zimowej oraz miejsce postojowe dla jednostek operujących na terenie Wrocławia. Wykorzystywany jest też sporadycznie dla organizowania nieszablonowych przedsięwzięć artystycznych i hobbystycznych.
Właściciel, OT Logistics, planuje sprzedaż majątku portu.